# Mandschu-Museum Xiuyan
Das Mandschu-Museum Xiuyan (chinesisch 岫岩满族博物馆, Pinyin Xiùyán Mǎnzú bówùguǎn) befindet sich im Autonomen Kreis Xiuyan der Mandschu, der zu Anshan (Liaoning) gehört. Es ist das erste Mandschu-Museum Chinas. Es wurde 1985 gegründet und befindet sich dort in der Großgemeinde Xiuyan. Es hat eine Ausstellungsfläche von 2.000 Quadratmetern und wurde im Dezember 1998 fertiggestellt.
Koordinaten: 40° 16′ 34,9″ N, 123° 17′ 0,7″ O